# Coppa Saporta 1998-1999
La Coppa Saporta 1998-1999 di pallacanestro maschile venne vinta dalla Benetton Treviso.

## Risultati

### Primo turno

#### Gruppo A
|    | Squadra                       | G  | V | P | PF  | PS  | Dif | P.ti |
| -- | ----------------------------- | -- | - | - | --- | --- | --- | ---- |
| 1. | Sony Milano                   | 10 | 7 | 3 | 751 | 693 | +58 | 17   |
| 2. | Kalev                         | 10 | 6 | 4 | 764 | 699 | +65 | 16   |
| 3. | Kovinotehna Savinjska Polzela | 10 | 6 | 4 | 705 | 709 | -4  | 16   |
| 4. | Estrelas da Avenida           | 10 | 5 | 5 | 730 | 737 | -7  | 15   |
| 5. | Cherno More Varna             | 10 | 3 | 7 | 755 | 807 | -52 | 13   |
| 6. | Atletas Kaunas                | 10 | 3 | 7 | 709 | 769 | -60 | 13   |

#### Gruppo B
|    | Squadra         | G  | V | P | PF  | PS  | Dif  | P.ti |
| -- | --------------- | -- | - | - | --- | --- | ---- | ---- |
| 1. | Cholet          | 10 | 8 | 2 | 815 | 675 | +140 | 18   |
| 2. | Türk Telekom    | 10 | 8 | 2 | 815 | 722 | +93  | 17   |
| 3. | Spalato         | 10 | 5 | 5 | 800 | 760 | +40  | 15   |
| 4. | Pezinok         | 10 | 5 | 5 | 759 | 771 | -12  | 15   |
| 5. | MZT Boss Skopje | 10 | 3 | 7 | 738 | 805 | -67  | 13   |
| 6. | Mlékárna Kunín  | 10 | 2 | 8 | 755 | 902 | -147 | 12   |

#### Gruppo C
|    | Squadra             | G  | V  | P | PF  | PS  | Dif  | P.ti |
| -- | ------------------- | -- | -- | - | --- | --- | ---- | ---- |
| 1. | Pamesa Valencia     | 10 | 10 | 0 | 805 | 678 | +117 | 20   |
| 2. | Budućnost Podgorica | 10 | 6  | 4 | 780 | 767 | +13  | 16   |
| 3. | Śląsk Wrocław       | 10 | 5  | 5 | 729 | 706 | +23  | 15   |
| 4. | ASK Brocēni         | 10 | 5  | 5 | 798 | 815 | -17  | 15   |
| 5. | Sankt Pölten        | 10 | 2  | 8 | 701 | 768 | -67  | 12   |
| 6. | Hapoel Eilat        | 10 | 2  | 8 | 771 | 850 | -79  | 12   |

#### Gruppo D
|    | Squadra           | G  | V | P | PF  | PS  | Dif  | P.ti |
| -- | ----------------- | -- | - | - | --- | --- | ---- | ---- |
| 1. | Partizan Belgrado | 10 | 9 | 1 | 850 | 744 | +106 | 19   |
| 2. | Pivovarna Laško   | 10 | 7 | 3 | 836 | 803 | +33  | 17   |
| 3. | AEK Atene         | 10 | 7 | 3 | 757 | 695 | +62  | 17   |
| 4. | Atomerőmű         | 10 | 3 | 7 | 758 | 816 | -58  | 13   |
| 5. | Zagabria          | 10 | 3 | 7 | 701 | 780 | -79  | 13   |
| 6. | ToPo Helsinki     | 10 | 1 | 9 | 737 | 791 | -54  | 11   |

#### Gruppo E
|    | Squadra            | G  | V | P | PF  | PS  | Dif  | P.ti |
| -- | ------------------ | -- | - | - | --- | --- | ---- | ---- |
| 1. | Tofaş Bursa        | 10 | 7 | 3 | 774 | 650 | +124 | 17   |
| 2. | Hapoel Gerusalemme | 10 | 7 | 3 | 770 | 707 | +63  | 17   |
| 3. | Spirou Charleroi   | 10 | 7 | 3 | 680 | 682 | -2   | 17   |
| 4. | Lietuvos rytas     | 10 | 6 | 4 | 757 | 776 | -19  | 16   |
| 5. | Marc Körmend       | 10 | 2 | 8 | 723 | 841 | -118 | 12   |
| 6. | Bosna Sarajevo     | 10 | 1 | 9 | 672 | 720 | -48  | 11   |

#### Gruppo F
|    | Squadra          | G  | V | P | PF  | PS  | Dif  | P.ti |
| -- | ---------------- | -- | - | - | --- | --- | ---- | ---- |
| 1. | Aris Salonicco   | 10 | 9 | 1 | 799 | 637 | +162 | 19   |
| 2. | CSP Limoges      | 10 | 7 | 3 | 711 | 637 | +74  | 17   |
| 3. | Racing Antwerpen | 10 | 5 | 5 | 708 | 736 | -28  | 15   |
| 4. | Trier            | 10 | 4 | 6 | 741 | 781 | -40  | 14   |
| 5. | Planja           | 10 | 3 | 7 | 756 | 802 | -46  | 13   |
| 6. | Feal Široki      | 10 | 2 | 8 | 653 | 775 | -122 | 12   |

#### Gruppo G
|    | Squadra                   | G  | V | P | PF  | PS  | Dif  | P.ti |
| -- | ------------------------- | -- | - | - | --- | --- | ---- | ---- |
| 1. | Pinturas Bruguer Badalona | 10 | 9 | 1 | 855 | 703 | +152 | 19   |
| 2. | ratiopharm Ulm            | 10 | 7 | 3 | 775 | 759 | +16  | 17   |
| 3. | Ventspils                 | 10 | 5 | 5 | 860 | 813 | +47  | 15   |
| 4. | Mazowzanka                | 10 | 4 | 6 | 751 | 783 | -32  | 14   |
| 5. | APOEL Nicosia             | 10 | 3 | 7 | 689 | 736 | -47  | 13   |
| 6. | Spartak San Pietroburgo   | 10 | 2 | 8 | 770 | 906 | -136 | 12   |

#### Gruppo H
|    | Squadra              | G  | V  | P  | PF | PS  | Dif | P.ti |
| -- | -------------------- | -- | -- | -- | -- | --- | --- | ---- |
| 1. | Benetton Treviso     | 10 | 20 | 10 | 0  | 822 | 644 | +177 |
| 2. | UNICS Kazan'         | 10 | 15 | 5  | 5  | 757 | 748 | +9   |
| 3. | Ovarense Aerosoles   | 10 | 14 | 4  | 6  | 682 | 697 | -15  |
| 4. | Stahlbau Oberwart    | 10 | 14 | 4  | 6  | 691 | 748 | -57  |
| 5. | Hans Verkerk Keukens | 10 | 14 | 4  | 6  | 593 | 639 | -46  |
| 6. | BIPA-Moda Odessa     | 10 | 12 | 3  | 7  | 655 | 724 | -69  |

|  | Qualificate alle semifinali |
|  | Eliminata                   |

### Sedicesimi di finale
| Squadra 1                     | Totale    | Squadra 2                 | Andata | Ritorno |
| ----------------------------- | --------- | ------------------------- | ------ | ------- |
| Pezinok                       | 161 - 152 | Sony Milano               | 89-77  | 72-75   |
| Spalato                       | 152 - 139 | Kalev                     | 83-77  | 69-62   |
| Kovinotehna Savinjska Polzela | 123 - 141 | Türk Telekom              | 70-64  | 53-77   |
| Estrelas da Avenida           | 114 - 159 | Cholet                    | 59-75  | 55-84   |
| Atomerőmű                     | 133 - 153 | Pamesa Valencia           | 70-71  | 63-82   |
| AEK Atene                     | 129 - 135 | Budućnost Podgorica       | 66-61  | 63-74   |
| Śląsk Wrocław                 | 149 - 153 | Pivovarna Laško           | 81-82  | 68-71   |
| ASK Brocēni                   | 173 - 184 | Partizan Belgrado         | 84-97  | 89-87   |
| Trier                         | 140 - 172 | Tofaş Bursa               | 70-92  | 70-80   |
| Racing Antwerpen              | 133 - 158 | Hapoel Gerusalemme        | 67-64  | 66-94   |
| Spirou Charleroi              | 136 - 130 | CSP Limoges               | 60-61  | 76-69   |
| Lietuvos rytas                | 149 - 161 | Aris Salonicco            | 77-76  | 72-85   |
| Stahlbau Oberwart             | 130 - 187 | Pinturas Bruguer Badalona | 66-92  | 64-95   |
| Ovarense Aerosoles            | 129 - 141 | ratiopharm Ulm            | 66-62  | 63-79   |
| Ventspils                     | 167 - 147 | UNICS Kazan'              | 88-73  | 79-74   |
| Mazowzanka                    | 130 - 145 | Benetton Treviso          | 70-62  | 60-83   |

### Ottavi di finale
| Squadra 1           | Totale    | Squadra 2                 | Andata | Ritorno |
| ------------------- | --------- | ------------------------- | ------ | ------- |
| Budućnost Podgorica | 171 - 149 | Pezinok                   | 86-68  | 85-81   |
| Pivovarna Laško     | 159 - 154 | Cholet                    | 77-68  | 82-86   |
| Spalato             | 151 - 163 | Pamesa Valencia           | 76-79  | 75-84   |
| Türk Telekom        | 113 - 161 | Partizan Belgrado         | 70-85  | 43-76   |
| ratiopharm Ulm      | 135 - 153 | Tofaş Bursa               | 65-74  | 70-79   |
| Ventspils           | 137 - 144 | Aris Salonicco            | 73-65  | 64-79   |
| Hapoel Gerusalemme  | 155 - 166 | Pinturas Bruguer Badalona | 81-73  | 74-93   |
| Spirou Charleroi    | 130 - 145 | Benetton Treviso          | 66-70  | 61-75   |

### Quarti di finale
| Squadra 1           | Totale    | Squadra 2                 | Andata | Ritorno |
| ------------------- | --------- | ------------------------- | ------ | ------- |
| Budućnost Podgorica | 149 - 129 | Tofaş Bursa               | 67-65  | 82-64   |
| Aris Salonicco      | 158 - 144 | Pivovarna Laško           | 95-72  | 63-72   |
| Pamesa Valencia     | 123 - 119 | Pinturas Bruguer Badalona | 57-50  | 66-69   |
| Benetton Treviso    | 163 - 150 | Partizan Belgrado         | 90-77  | 73-73   |

### Semifinali
| Squadra 1        | Totale    | Squadra 2           | Andata | Ritorno |
| ---------------- | --------- | ------------------- | ------ | ------- |
| Benetton Treviso | 96 - 60   | Budućnost Podgorica | 76-60  | 20-0    |
| Pamesa Valencia  | 128 - 114 | Aris Salonicco      | 70-64  | 58-50   |

### Finale
| Squadra 1        | Risultato | Squadra 2       |
| ---------------- | --------- | --------------- |
| Benetton Treviso | 64 - 60   | Pamesa Valencia |

| Coppa Saporta 1998-1999    |
| -------------------------- |
| Benetton Treviso 2º titolo |

## Formazione vincitrice
| N° | Naz.                   | Ruolo | Sportivo            |  | Alt. |  |
| -- | ---------------------- | ----- | ------------------- |  | ---- |  |
| 4  | Argentina (bandiera)   | AG    | Marcelo Nicola      |  |      |  |
| 5  | Spagna (bandiera)      | P     | Tomás Jofresa       |  |      |  |
| 6  | Stati Uniti (bandiera) | A     | Glenn Sekunda       |  |      |  |
| 7  | Italia (bandiera)      | AP    | Riccardo Pittis     |  |      |  |
| 8  | Italia (bandiera)      | C     | Denis Marconato     |  |      |  |
| 9  | Austria (bandiera)     | GA    | Stjepan Stazić      |  |      |  |
| 10 | Italia (bandiera)      | P     | Davide Bonora       |  |      |  |
| 11 | Jugoslavia (bandiera)  | C     | Željko Rebrača      |  |      |  |
| 12 | Germania (bandiera)    | C     | Oliver Narr         |  |      |  |
| 13 | Italia (bandiera)      | AG    | William Di Spalatro |  |      |  |
| 14 | Stati Uniti (bandiera) | G     | Henry Williams      |  |      |  |
| 15 | Germania (bandiera)    | AP    | Casey Schmidt       |  |      |  |
|    | Italia (bandiera)      | AP    | Matteo Maestrello   |  |      |  |
|    | Italia (bandiera)      | P     | Massimo Bulleri     |  |      |  |
|    | Italia (bandiera)      | G     | Luca Carretta       |  |      |  |
|    | Italia (bandiera)      | P     | David Sanesi        |  |      |  |
|    | Jugoslavia (bandiera)  | All.  | Željko Obradović    |  |      |  |